# Acanthochitona approximans
Acanthochitona approximans är en blötdjursart som först beskrevs av Hedley och Hull 1912.  Acanthochitona approximans ingår i släktet Acanthochitona och familjen Acanthochitonidae. Inga underarter finns listade i Catalogue of Life.